# 南千島群島爭議

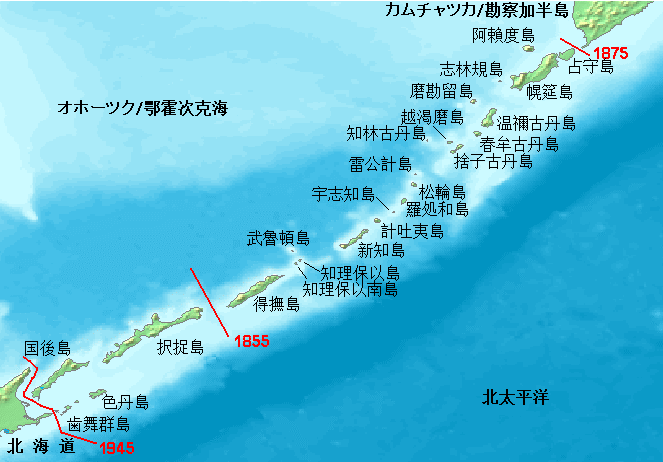
千島群島與主權歸屬有爭議的島嶼。

44°6′N 146°42′E / 44.100°N 146.700°E
南千島群島爭議（羅馬化：Spor o prinadlezhnosti Kuril'skikh ostrovov）或北方四島爭議（日语：／ Hoppō Ryōdo Mondai */?），是日本、俄羅斯以及部分阿伊努人就南千島群島的主權歸屬與認定所發生的爭議。第二次世界大戰末期，蘇聯在發動千島群島登陸行動後佔領了千島群島，並於戰後宣稱擁有該群島的主權。目前，有爭議的島嶼均由俄羅斯實際控制，劃歸薩哈林州南庫里爾斯克區管轄；而日本方面則聲稱對南千島群島（日本稱之為北方領土（Hoppōryōdo）或北方地域（Hoppōchiiki））擁有主權，行政上隸屬於北海道根室振興局。
1951年由同盟國與日本簽署的《舊金山和約》表明日本應當放棄對千島群島的一切主權聲索，但該條約並未相應地承認蘇聯對該地區的主權，因此該群島應該處於主權未定的狀態。此外，日本宣稱部分有爭議的島嶼（主要是南方的四座島嶼）並非千島群島的一部分，因此不受《舊金山和約》效力所及。蘇聯解體後，新成立的俄羅斯聯邦政府則維持與蘇聯政府一貫的說法，聲稱該國對爭議島嶼的主權早在第二次世界大戰結束時便已獲得諸多國際條約承認。不過，日本政府並不認同此說法。目前主權歸屬尚有爭議的四個島嶼分別如下：
- 擇捉島（択捉島，俄語伊图鲁普島）[7]
- 國後島（国後島，俄語庫納施爾島）
- 色丹島（色丹島，俄語施科坦島）
- 齒舞群島（／，俄語哈伯邁群島）

## 背景

圖中年份顯示各國占領海外領土的大約時間。

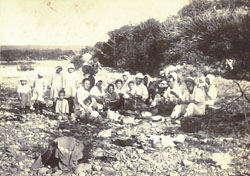
1933年，一群擇捉島上的日本居民在河邊野餐。

1855年由日本與俄羅斯共同簽訂的《日俄和親通好條約》是兩國首次就庫頁島與千島群島的主權歸屬所進行的協商。該條約的第二條明訂：
「今後日本國和俄羅斯國的疆界應在擇捉島和得撫島之間。擇捉全島屬於日本，得撫全島及其以北的千島群島屬於俄羅斯。」
這顯示兩國已就北方邊界問題取得共識。國後島、色丹島以及齒舞群島均位於擇捉島南方，不過條約中並未列明其主權歸屬，日本政府因此認定這些島嶼為日本領土，非爭議地區。此外，該條約還註明庫頁島（日本稱為「樺太」）將維持兩國共管，不另定國界。
在《1875年聖彼得堡條約》中，日俄兩國同意日本完全放棄對庫頁島的主權並將之交予俄羅斯，而俄羅斯亦相對應地放棄對千島群島的主權並交由日本管轄。
1904年至1905年間的日俄戰爭對俄羅斯帝國而言是個軍事災難。1905年日俄兩國在美國出面調停下簽訂了《朴資茅斯條約》，正式結束日俄戰爭，並使日本獲得庫頁島南部的領土。
雖然俄國內戰期間，日本曾於1919至1922年對俄羅斯遠東地區的部分區域進行佔領，但日本未能併吞這些領土，後於1920年代中期撤出該區域。
1939年的諾門罕戰役使日蘇邊界衝突暫時告一段落。在往後的數年內，蘇聯與大日本帝國間均未爆發嚴重的對立衝突，直至1945年8月8日蘇聯對日宣戰為止。1941年4月13日兩國在莫斯科簽署《日蘇中立條約》，確認了兩國對彼此的中立性；但該條約於1945年遭蘇聯單方面廢棄。1945年8月14日，日本接受了《波茨坦公告》，並於翌日無條件投降。蘇聯則於同年8月18日至9月3日間發起行動佔領千島群島；島上的日本居民於兩年後遭到遣返。

## 目前爭議

### 第二次世界大戰的協定
現今的千島群島爭議於第二次世界大戰結束後逐漸浮現；這主要是《雅爾達密約》、《波茨坦公告》與《舊金山和約》內語意不清的內容與解釋上的分歧所導致的。由美國、英國與蘇聯三國聯合簽署的《雅爾達密約》規定：
| “ | 蘇聯、美國與英國等三大強權的領袖已同意在德國投降、歐洲戰事結束後的二或三個月內，蘇聯基於以下條件應當對日本宣戰：（略）⋯⋯2. 俄羅斯因日本於1904年所發動的攻擊而受損的權利應當完全回復，意即：(a) 庫頁島南部與其鄰接島嶼應回歸蘇聯管轄（略）⋯⋯3. 千島群島的主權應歸屬蘇聯。 | ” |

| “ | （針對千島群島一事，）您很顯然誤會了我的意思（略）⋯⋯我當時所談的並不是任何蘇聯的領土。我所說的是千島群島，日本領土，而其主權處置應該以和平手段解決。我獲悉前任總統相當支持蘇聯和平取得爭議諸島。 | ” |

不過，蘇聯與之後的俄羅斯政府均對此事予以否認。
《波茨坦公告》就日本領土做出了以下規範：
| “ | 8. 應當施行《開羅宣言》的規定，日本主權僅限於本州、北海道、九州、四國與其他根據我等決議的小島。 | ” |

北方領土的島嶼並未明確地列入條約中，但美國稍後強調「其他根據我等決議的小島」一詞是北方四島歸屬日本的正當理由。
同樣的，1943年的《開羅宣言》也未明白提及千島群島，而是聲明：「日本將自其他以暴力與貪婪取得的領土上被驅逐。」
日本稍後主張《開羅宣言》與《波茨坦公告》並不適用於北方四島，因為自日俄兩國於1855年建交以來，這些領土從來就不屬於俄國，俄方亦從未聲索之，因此日本所取得的北方四島並非「以暴力與貪婪」取得的領土。

### 雅爾達會議

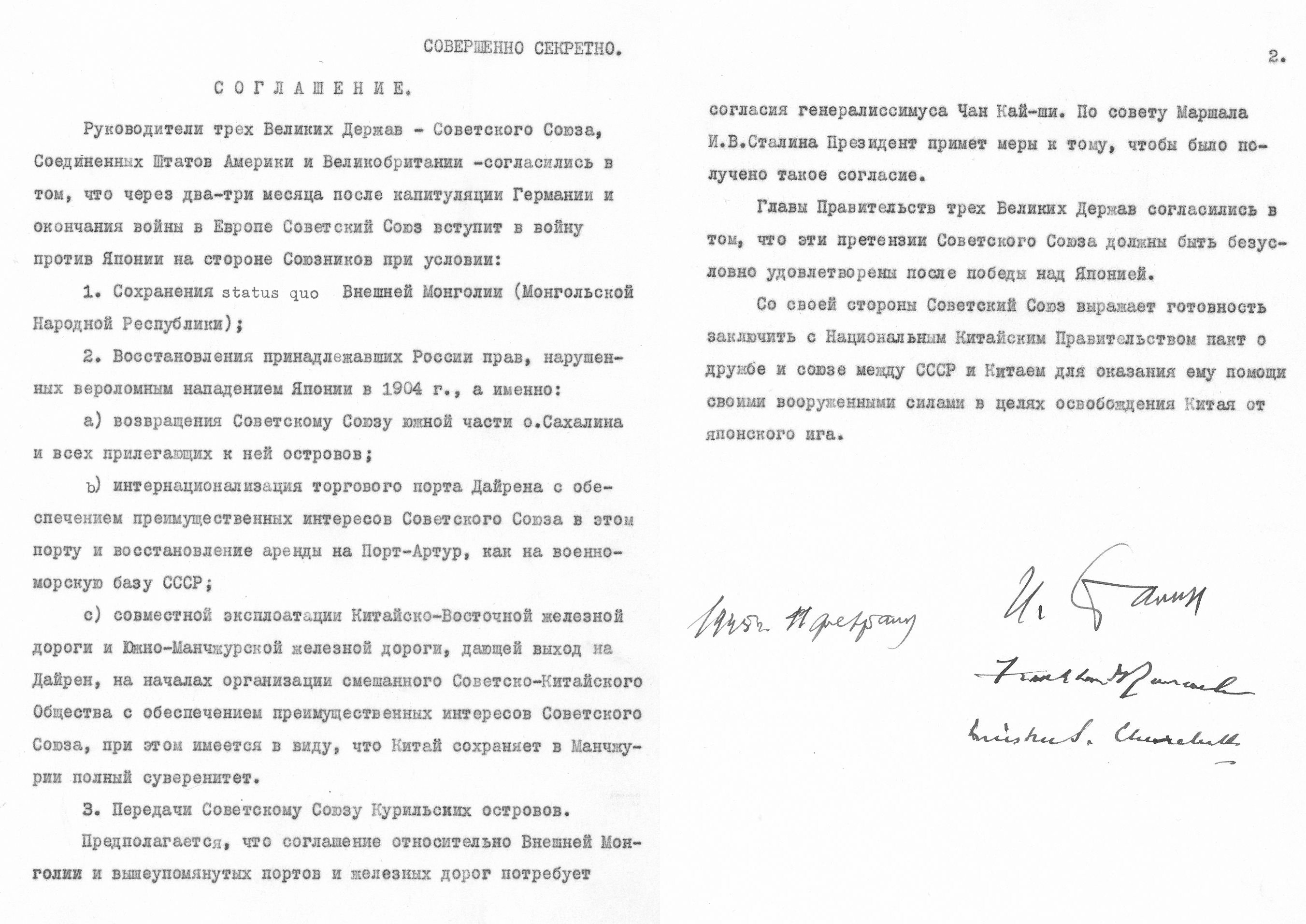
蘇聯同意對日宣戰的文件。

雅爾達會議中的一分獨立文件決定了遠東地區的命運。為了換取蘇聯在歐洲戰事結束後二至三個月內對日宣戰，美國同意蘇聯將千島群島與庫頁島全境納入其領土範圍；這比日俄戰爭中俄羅斯所失去的領土還要多。此外，英、美兩國更同意承認蒙古為一主權獨立國家。
美國總統富蘭克林·羅斯福希望蘇聯以同盟國身份加入太平洋戰爭。而蘇聯方面則提出對日宣戰的先決條件之一是美國必須承認脫離中國獨立的蒙古（蒙古人民共和國在第一次世界大戰末期與第二次世界大戰期間便已是蘇聯的衛星國家）、承認蘇聯對滿洲鐵路的利益，以及將庫頁島與千島群島歸還蘇聯；由於美國政府亟欲儘早結束戰爭以減少美軍傷亡，美國在未徵詢中國意向的情況下悉數予以答應。史達林因此同意蘇聯將於納粹德國戰敗後三個月內出兵，加入太平洋戰爭。此外，史達林還向羅斯福保證在蘇聯對日宣戰的同時，朝鮮半島將維持統一，不會分裂。

### 战后占领日本
1946年1月29日，盟军最高司令部发布《关于若干外围地区从政治上、行政上脱离日本的备忘录》（SCAPIN-677号指令），规定下属岛屿从政治上、行政上脱离日本的管辖：
(a)郁陵岛、竹岛、济州岛；
(b)北纬30度以南的琉球群岛、伊豆诸岛以南的小笠原群岛、硫磺列岛、南方诸岛、大东诸岛、南鸟、冲之鸟岛、中之鸟岛；
(c)库里尔/千岛群岛、色丹岛、齿舞群岛（水晶、勇留、秋勇留、志发、多乐等岛屿）。
盟总颁布SCAPIN-677号指令后，苏联在1946年2月3日宣布领有库页岛南部和千岛群岛的主权，并将其编入俄罗斯苏维埃联邦社会主义共和国领土，成立南萨哈林州。苏联最高苏维埃主席团在1946年2月20日以主席团命令的方式对此加以确认。美国国务卿贝尔纳斯则于1946年2月26日发表声明，虽然没有对苏联合并南库页岛的行为提出异议，但是却宣称千岛群岛的归属权应由对日和平条约来做出决定。

### 舊金山和約
美國與蘇聯就千島群島問題在1951年《舊金山和約》的起草階段時發生嚴重分歧。該和約理應成為日本與同盟國間的永久和平條約。當時，冷戰局勢已逐漸成形，而相較於參與雅爾達會議與簽署《波茨坦公告》時，如今美國的立場已大幅轉變。美國認為無須嚴格恪守《雅爾達密約》，因為就美國看來，蘇聯本身即違反了協議中的數項規定。蘇聯方面的回應則相當強烈，並嚴正要求美國遵守其在雅爾達會議期間為換取蘇聯出兵而對其做出的承諾。當時一項主要的爭議在於《舊金山和約》雖然明定日本應當放棄對南庫頁島與千島群島的一切主權，但文內並未明確規定日本將承認蘇聯對上述諸島的主權。
《舊金山和約》於1951年9月8日由49個國家共同簽署，其中包括日本與美國；蘇聯則因拒絕接受條約內容而未在其上簽字。條約中的第二條第三項規定：
| “ | 日本政府放棄對千島群島、 1905年9月5日獲得之庫頁島（南樺太）部分，以及鄰近各島嶼的一切權利、權利名義與要求。 | ” |

美國國務院稍後表示：
| “ | 齒舞群島與色丹島⋯⋯無疑的是北海道的一部分，日本對其擁有主權。」英國和美國認為未簽署《舊金山和約》的國家將無法獲得相應的領土權利，因此北方四島並不是蘇聯領土。 | ” |

蘇聯拒絕簽署《舊金山和約》，同時公開表示千島群島問題是其拒絕簽字的主要原因之一。日本方面則簽署並批准了和約。目前日本政府與多數日本媒體均認為早在1951年同盟國召開舊金山和平會議時，日本所聲索的擇捉島、國後島、色丹島與齒舞群島等島嶼便已不是千島群島的一部分，因此應不為和約效力所及。這項主張遭到俄羅斯與部分西方歷史學者的反駁。在2005年《日本時報》的一篇新聞中，記者格列高里·克拉克寫道從1951年日本政府的正式聲明、地圖與其他文件，以及參與舊金山會議的美國代表團主席約翰·福斯特·杜勒斯的聲明來看，當時的日本與美國均認定國後島與擇捉島是千島群島的一部分，當受《舊金山和約》拘束。克拉克稍後於1992年在《紐約時報》的一篇專欄中闡述了相同的看法。
韓國國際法學者李秀武（音譯）在其著作中引述日本外務省條約局局長西村熊雄於1951年10月19日在日本國會所發表的談話，表示擇捉島與國後島均是千島群島的一部分，因此應該受到《舊金山和約》第二條第三項的規範。
在《舊金山和約》上签字的日本首相吉田茂后来在回忆录中说：1951年春天，美国特使杜勒斯携带和约草案来到日本时，吉田曾要求在和约中明确写上“南千岛（国后、择捉）不包括在草案条文中所说的千岛群岛之内”，但是杜勒斯并没有接受这个要求，只是说日本代表在和会上可以就这个问题作某种表态。但吉田茂在旧金山和会上没有进行类似的表态，只是说“色丹岛和齿舞群岛是日本北海道的一部分”，即不承认这两岛属于千岛群岛。
美國參議院1952年4月28日決議案批准了《舊金山和約》，同時明確指出蘇聯對千島群島並無主權。該決議案寫道：
| “ | 作為建議與共識的一部分，參議院特此聲明和約中（指舊金山和約）的任何內容均不應被視為為使蘇聯獲得庫頁島南部及其鄰接島嶼、千島群島、齒舞群島、色丹島或任何其他日本於1941年12月7日所擁有的領土、權利或利益而對日本或前述和約所指之同盟國家的權利或名義的減損；該條約亦非旨在授予蘇聯任何既存或可能的權利、名義或利益。 | ” |

在日本與俄羅斯間簽訂和平協定前，美國均維持著這樣的論點；而根據《一般命令第一號》，北方四島的地位是在俄羅斯管轄下的日本領土。

### 1956年蘇聯－日本共同宣言
在1956年日本與蘇聯間的和平談話中，蘇聯方面提議將色丹島與齒舞群島歸還日本以解決爭議。在最後一輪談判中，日本方面認識到其對擇捉島與國後島的聲索立論不足，因而同意接受色丹島與齒舞群島返還方案，以換取與蘇聯的和平協定。然而，美國政府介入干涉並阻止了這項交易。杜勒斯告诉日本外相重光葵说：假如日本政府承认苏联对国后、择捉两岛的主权占有，就不能指望美国归还沖绳和小笠原群岛。這促使日本最終拒絕接受與蘇聯的交易方案。美国政府1956年9月6日给日本的备忘录，“美国政府在仔细地考察了各件历史事实后得出的结论是，择捉岛及国后岛一直是日本本土的一部分，按理应被承认为在日本的主权之下”。可问题是，这个备忘录根本没有谈及最重要的核心性问题——南千岛是否属于日本在《旧金山和约》中所放弃的千岛群岛。美國重申《舊金山和約》「並未明定經日本聲明放棄的領土，其主權誰屬」，但同樣的，「日本也沒有權利移轉這些領土的主權予任何國家。」不過，日蘇兩國仍於1956年10月19日在莫斯科簽署了《日蘇共同宣言》。該宣言結束了兩國間的戰爭狀態。該宣言並未解決千島群島爭議。然而，宣言第九條規定：
| “ | 蘇聯與日本兩國同意在建立正常外交關係後，繼續就和平條約的簽訂進行談判。為回應日本的期待並考量該國的國家利益，蘇聯政府特此同意將齒舞群島與色丹島歸還日本；惟正式的主權移交須於和平條約簽署後始可施行。 | ” |

#### 關於千島群島組成的爭議
關於擇捉島與國後島是否為千島群島的一部分，而兩者是否為《舊金山和約》第二條第三項效力所及，至今仍是北方四島爭議中最主要的議題之一。根據一位1956年莫斯科和平談判日本代表團成員的日本前外交官於1966年所撰寫的書籍，《日本時報》記者克拉克追溯到日本首次提出擇捉與國後二島非千島群島的論點是在1956年《蘇日共同宣言》的談判中。蘇聯政府當時反駁了這樣的論點，而稍後建立的俄羅斯聯邦政府亦採取相同的立場。

### 北方四岛重新划入日本地图
二战后，日本出版的地图长期把北方四岛标为苏联领土，直至1969年3月14日，日本政府“北方领土问题各省联席会议”才决定将北方四岛划入日本地图，规定国土地理院编制的地图将北方四岛标为日本领土，并将其面积计入日本的国土总面积中。与此同时，随着北海道“法理”面积的扩大，还增加了分配给北海道的交税配额。
从1981年起，日本将每年的2月7日定为“北方领土日”。目前日本关于北方四岛问题的解决方案，有“两岛返还论”（先行归还齿舞、色丹）、三岛返还论（归还齿舞、色丹、国后）、共同统治论（仿照安道尔公国，由日俄共同对四岛领有主权）、以及仿照中俄黑瞎子岛解决方式的面积等分论（齿舞、色丹、国后三岛，再加上择捉岛的25%归日本）等等。日本前首相鸠山由纪夫曾在公开场合提出过“三岛返还论”，麻生太郎提出过“面积等分论”，日本共产党则提出“千岛列岛全部返还论”。
此外，日本外務省在1975及1989年版本的國家宣傳短片《日本風情畫》的開場動畫中，分別以表示日本國土的橙色及綠色標示北方四島，並作為1989年版開場動畫的起首，以示政府對此領土爭議的立場。此開場一直使用至2001年後才被剪去。
中国的地图出版社编制出版的地图：
- 1960年版《世界分国地图》：划为苏联领土，以苏联的名称标识，日本岛名写在括号中。
- 1972年第3版第一次印刷的《世界地图册》：划为苏联领土，但名称改为日本的岛名。
- 1972年第3版1980年第3次印刷的《世界地图册》：划为日本领土，用日本的岛名标识，在括号中写着“苏占”。

### 21世紀的發展
自1956年簽署《日蘇共同宣言》以來，日俄兩國的立場並未改變太多。此外，兩國亦未簽署正式的和平條約。
2005年7月7日，歐洲議會發布了一項官方聲明，建議俄羅斯歸還爭議領土；後者立刻予以拒絕。
2006年時，由佛拉迪米爾·普丁所領導的俄羅斯政府再次提出1956年的《日蘇聯合宣言》，並向日本提議只要其放棄對擇捉島與國後島的主權聲索，俄羅斯願意歸還色丹島與齒舞群島予日本（占爭議領土面積的6%）。
日本方面則向千島群島上的居民表示若其願意回歸日本，日本政府將給予可觀的財政援助。然而，2007年時，島上居民開始受惠於因海產加工業的成長而逐漸轉好的經濟與提升的生活品質。因此，外界普遍認為島上居民已不太可能接受日本政府的援助方案。
2008年2月7日，路透社報導時任日本內閣總理大臣的福田康夫表示他收到了一封俄羅斯總統佛拉迪米爾·普丁的來信；信中普京表達了希望解決領土爭端的意願，同時提議雙方應展開新一輪談判。
2008年7月16日，日本政府出版了一份教師手冊，指導教師教導學生日本對南千島群島擁有主權；這導致領土爭議急速惡化。俄羅斯聯邦外交部於7月18日發表聲明表示：「（這樣的舉動）對兩國間的積極合作發展或解決領土爭端都沒有益處」，同時強調俄羅斯對南千島群島擁有主權。
日本首相麻生太郎與俄羅斯總統迪米悌·梅德維傑夫於2009年2月18日在庫頁島會面，共同商討千島群島問題。會面後，麻生表示兩國已同意加速解決爭端，以免將問題留給未來世代。

#### 簽證問題
在北方四島爭議中，俄羅斯對日本做出了許多讓步。舉例而言，俄羅斯政府核准了日本公民可免持簽證至庫頁島旅遊。此外，日本漁民亦可至俄羅斯專屬經濟區內捕魚。
不過，俄羅斯管理千島群島當局卻主張應廢除對日本公民的免簽證待遇；在俄羅斯水域內合法捕魚的日本漁民亦遭俄羅斯方面開火驅離。一位日本漁民於2006年遭俄羅斯海巡隊開槍射殺。

#### 梅德維傑夫總統訪問

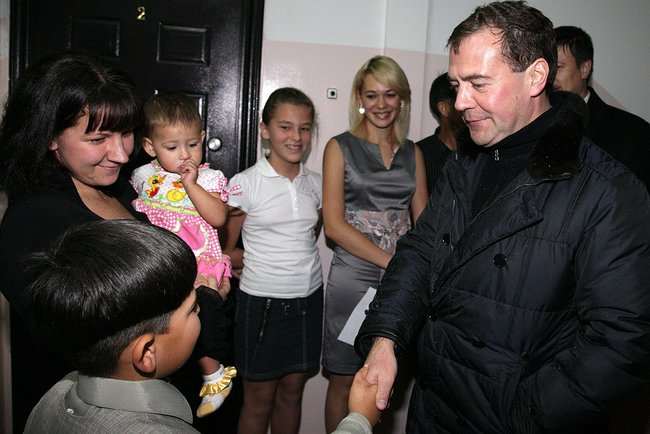
2010年11月1日，俄羅斯總統迪米悌·梅德維傑夫在南庫里爾斯克會見當地居民。

2010年9月29日，路透社引述俄羅斯總統迪米悌·梅德維傑夫的說法，表示他計劃在近期內訪問爭議地區，同時稱南千島群島是「我國的重要區域」。日本外務省則抨擊梅德維傑夫，稱其說法令人遺憾。分析家亦認為梅德維傑夫宣布出訪的的舉動與最近俄羅斯與中國就第二次世界大戰所發表的共同宣言有關。同年11月1日，梅德維傑夫訪問國後島，並在日本引起爭議。對莫斯科而言，梅德維傑夫的訪問意在向日本傳達後者對爭議諸島聲索主權的外交政策終將失敗。日本首相菅直人稍後稱這趟訪問是一「不可容忍的無禮行為」，同時召回日本駐莫斯科大使以示抗議。訪問後隔日，俄羅斯聯邦外交部部長謝爾蓋·拉夫羅夫表示總統梅德維傑夫還計畫多次出訪爭議島嶼。

#### 強化防衛
2011年2月10日，迪米悌·梅德維傑夫下令在千島群島部署先進武器，「以確保這些島嶼作為俄羅斯的國土的安全」。2月15日，俄羅斯政府更進一步宣布將在爭議島嶼上部署先進防空導彈。根據RT電視台所獲得的軍事消息來源，常駐島上的俄羅斯第18機槍炮兵師將可能被升級為現代摩托化步兵旅。此外，根據俄羅斯參謀部的說法，該師將增編一支防空旅，並可能裝備S-400飛彈。俄羅斯軍方亦表示將會在該區域部署西北風級兩棲突擊艦以及一艘隸屬於俄羅斯海軍太平洋艦隊的20380型輕型護衛艦來保護爭議島嶼。
2016年3月25日，俄羅斯國防部長謝爾蓋·紹伊古宣布部署於國後島上的SS-N-25飛彈與擇捉島上的棱堡岸基反艦系統以及數架無人機將於今年內進駐千島群島。

#### 俄軍戰機的巡航
2013年2月7日，數架俄軍的Su-27戰鬥機侵入北海道北方水域的領空。日本航空自衛隊所屬的F-2戰鬥機緊急升空攔截。俄羅斯經常在千島群島上空進行例行巡航，但俄羅斯空軍發言人表示沒有任何一架俄軍所屬的戰機侵入日本領空。這是自2008年以來俄軍戰機的首次與日本有衝突。

#### 2013年安倍晉三出訪莫斯科
在贏得第46屆日本眾議院議員總選舉後，日本首相安倍晉三向選民承諾將會與俄羅斯就爭議島嶼重啟談判。2013年4月底，安倍出訪莫斯科，並會見俄羅斯總統佛拉迪米爾·普丁。安倍表示：「兩國共同合作的可能尚未完全打開，我們有必要以夥伴關係增進彼此的合作。」此外，安倍還補充道他希望能與普京建立良好的私人關係以作為解決爭端的基石。

#### 共同經濟活動
2019年9月5日，日俄首腦在海參崴舉行會談，一致同意當年10月在北方四島開展日本遊客觀光旅遊試行業務。

#### 部署導彈
2020年12月1日，俄罗斯东部军区宣布在南千岛群岛部署S-300V4防空导弹系统。同日日本驻俄罗斯大使馆向俄外交部提出抗议。

#### 2022年俄羅斯入侵烏克蘭
2022年3月21日，俄罗斯外交部表示，由于日本參與制裁俄羅斯，俄方決定冻结双方与千岛群岛争议性领土相关的联合经济计划。日本外務省出版的2022年版外交蓝皮书草案中，對北方四岛的表述恢復「固有领土」、「非法占据」的說法。上一次写入“非法占据”和“日本固有领土”的情況還要追溯到2003年和2011年。6月7日，俄罗斯外交部宣布禁止日本渔船在南千岛群岛海域作業。
2023年6月，俄羅斯聯邦總檢察院宣佈由日本原千島群島居民組成的組織「千島齒舞諸島居住者聯盟」列為不受歡迎組織。

## 目前觀點

### 日本政府的立場

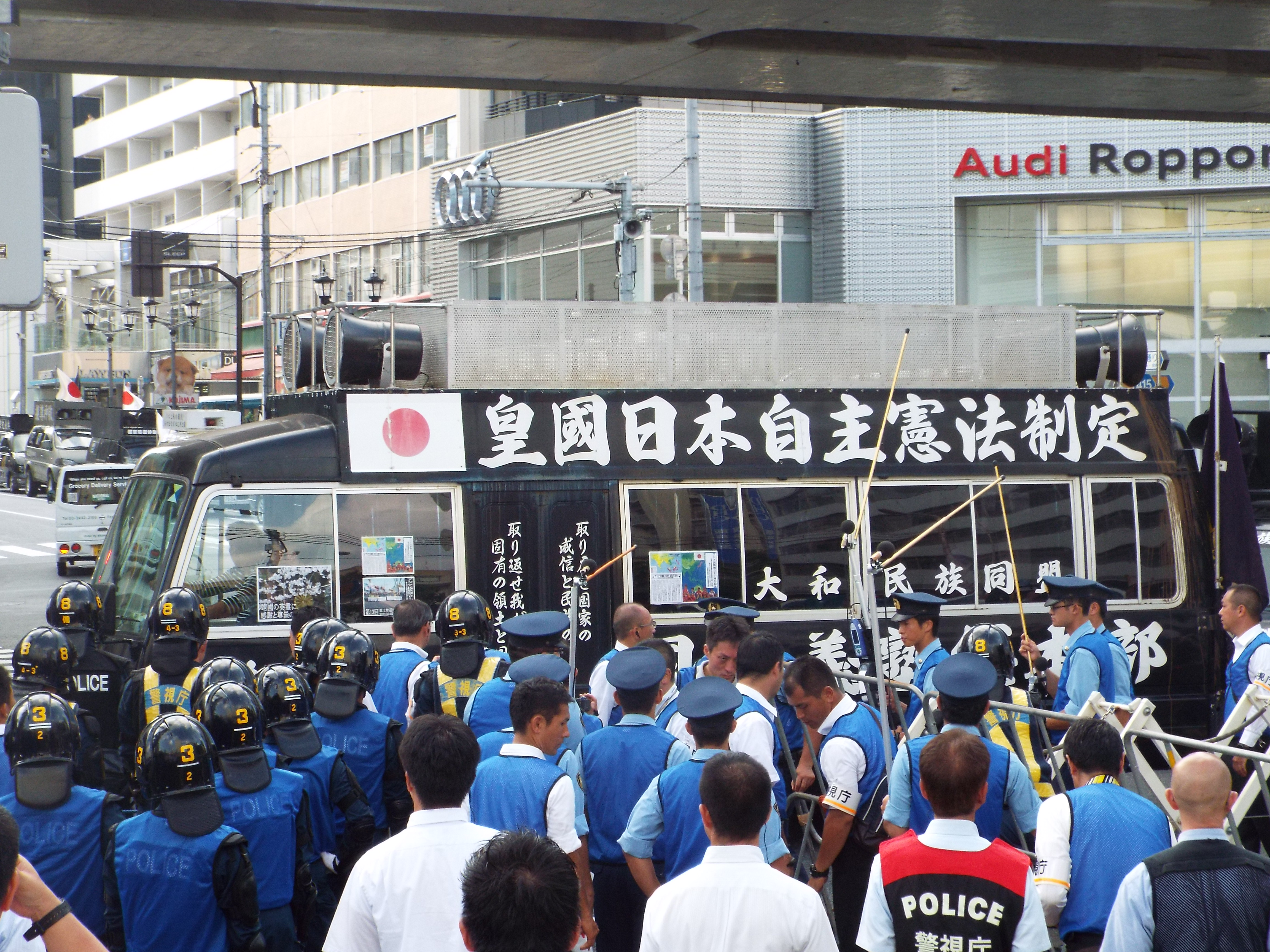
2015年8月9日，極右翼團體的卡車與日本警察在俄羅斯大使館前對峙。

日本政府對北方四島爭議的看法清楚表現在日本外務省所印製的官方手冊中：
- 《開羅宣言》與《波茨坦公告》的內容並不適用於北方領土，因為那些島嶼從不屬於俄羅斯；即便在日俄戰爭前亦是如此。
- 由於兩國於1855年建立了外交關係，俄羅斯並未聲索爭議諸島的主權。準此而論，爭議諸島並不能算是日本以「暴力與貪婪」所強行取得的領土。
- 《雅爾達協議》「並未解決領土問題，因為該協議僅僅是同盟國領導人對戰後解決方案的聲明。（領土問題仍應透過和平條約來解決。）此外，由於日本並未同意該協議，因此理當不受協議拘束。」[60]
- 蘇聯於1945年對日宣戰的舉動違反了《日蘇中立條約》，因此佔領爭議島嶼的行為也同樣違反了國際法。蘇聯於1945年4月5日毀棄中立條約，然而，該條約直至1946年4月13日前均為有效。
- 雖然根據1951年《舊金山和約》第二條第三項的規定，日本放棄對千島群島的所有權利，但該和約效力並不及於國後島、擇捉島、色丹島與齒舞群島，因為上述島嶼並非千島群島的一部分。此外，蘇聯並未簽署《舊金山和約》。
- 北方四岛主权为日本所有，是日本的固有领土，现被俄罗斯非法占据[56]。

#### 日本民眾的觀點

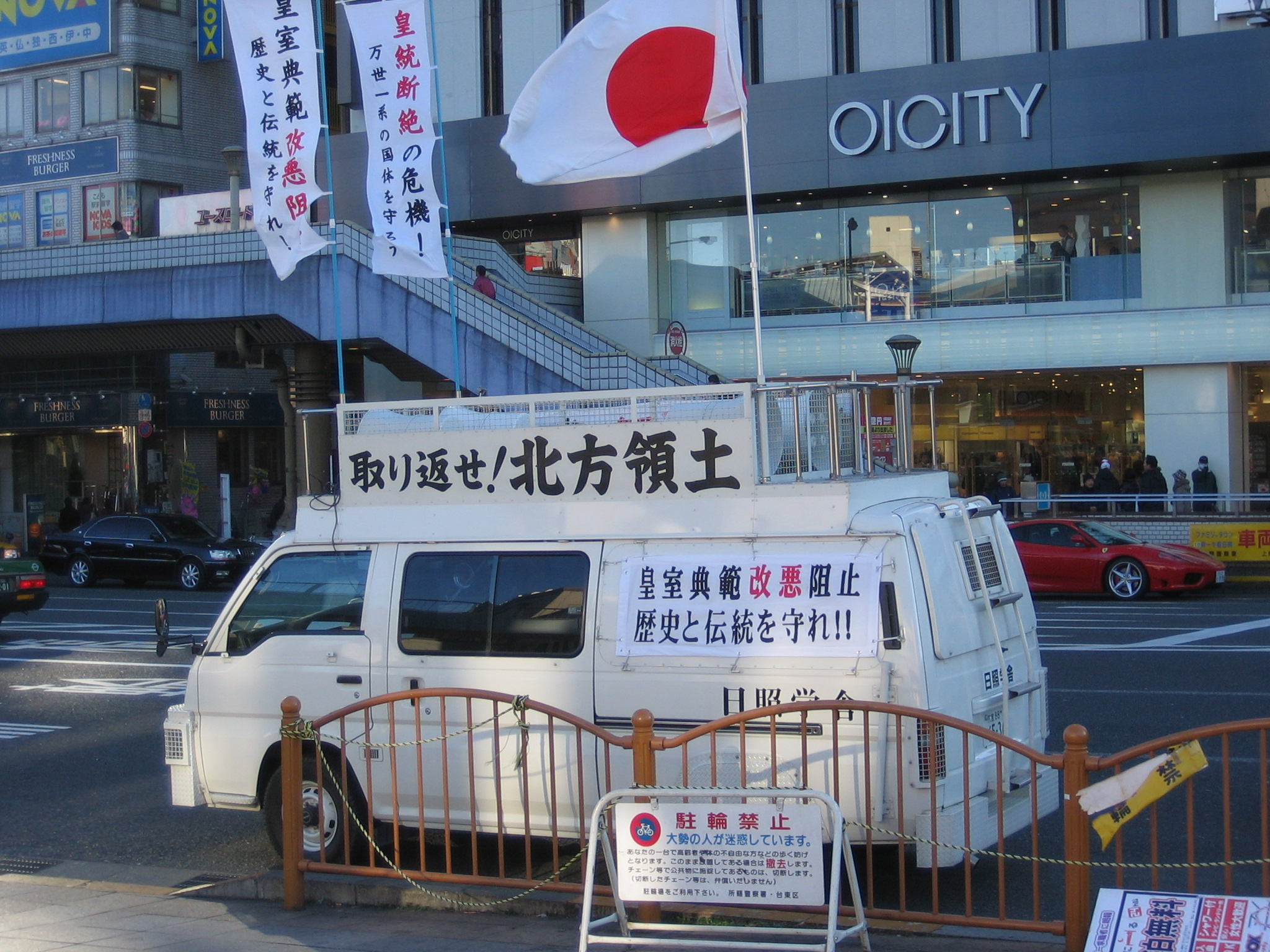
極右翼團體的宣傳車在一處購物中心前宣傳北方領土問題。

在日本國內，許多與地方或中央政府合作的民間團體大力鼓吹民眾支持爭議諸島回歸日本管轄。日本民眾鈴木健二郎的家庭原本居住在爭議島嶼上，後來遭到蘇聯遣返；他因此加入了「千島齒舞群島居民聯盟」十勝支部。2008年時，該組織的中央預算約有1億8千7百萬日元。

### 俄羅斯政府的立場
俄羅斯政府維持與蘇聯政府一貫的立場，即千島群島，包含那些日本稱為「北方領土」的地域，都是第二次世界大戰結束後俄羅斯合法取得的領土，而且取得方式與其他戰爭後國界有所異動相同，並無不妥。莫斯科當局重申下列基本立場：
- 《雅爾達會議》明確地將千島群島的主權交給了蘇聯，而蘇聯亦充分落實了該協議中的所有義務。
- 根據國際法，俄羅斯聯邦作為蘇聯的繼承國，理應合法繼承對爭議諸島的主權。
- 日本一再強調爭議諸島並非千島群島的一部分，但那只是東京當局在主權聲索上虛張聲勢的戰術，這樣的論點在歷史脈絡或地理上都是說不通的。

俄羅斯政府聲稱願意接受任何經協商的解決方案，但該國對爭議島嶼的主權不容質疑。換句話說，日本必須先承認俄羅斯對該地區擁有主權，接著才能透過談判協商取得部分或全部的爭議島嶼。
北方四島因富含天然資源與其戰略位置，因此不論在經濟上或在軍事上都相當重要。對俄羅斯而言，掌握這些島嶼使俄羅斯海軍太平洋艦隊得以自由進出太平洋，並成為太平洋艦隊战略核潜艇在太平洋唯一的一个内洋安全对美國发射潛射彈道導彈阵位；至於其他水道不是在他國控制之下，就是尚未發展完全。倘若俄羅斯失去對這些島嶼的控制權，俄羅斯海軍控管外國船隻進入鄂霍次克海的能力亦會隨之下降。

#### 俄羅斯民眾的觀點
在俄羅斯，多數民眾與媒體均強烈反對就領土問題對日本做出任何讓步。一項常見的觀點是蘇聯在第二次世界大戰期間贏得了千島群島，因此不論爭議領土先前的歷史如何，蘇聯均對之擁有主權。許多俄羅斯民眾認為自日本手中奪取這些島嶼不過是蘇聯在戰爭期間作出犧牲的獎賞，同時也是其應同盟國要求對日用兵而宣戰的回報。自2000年以降，俄羅斯民眾就此問題的態度越發強硬。根據俄羅斯全國民意研究中心於2009年7月間所做的一份民調，89%的受訪者反對就千島群島爭議對日本做出任何讓步；而1994年時，這個數字僅為76%。

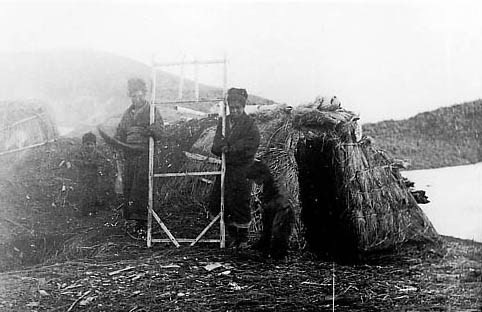
阿伊努人是千島群島上的原住民。

### 阿伊努人的觀點
部分阿伊努民眾則認為千島群島是他們的。這些人的立論基礎在於在日本與俄羅斯定居者於19世紀到達千島群島與庫頁島之前，阿伊努人便一直是該地的原住民。
2004年，一群居住於堪察加邊疆區的阿伊努人寫了一封信給俄羅斯總統弗拉基米爾·普京，要求他重新考慮將南千島群島歸還日本的方案。他們在信中指責日本人、沙皇時代的俄羅斯人以及蘇聯人對阿伊努人犯下謀殺與同化等罪行；同時要求普京承認日本對阿伊努人的大屠殺。但這些要求最終遭到普京拒絕。

### 其他国家的立场

#### 中華人民共和国
1950年代中苏蜜月时期，中國大陆出版的世界地图上，北方四岛属于苏联领土。中苏交恶之后，1964年7月10日，中国共产党中央委员会主席毛泽东接见日本社会党人士代表团，同他们讨论了苏联占领日本千岛群岛等问题。毛泽东说：“外蒙古的领土比你们千岛的面积要大得多，我们曾经提过把外蒙古归还中国是不是可以，他们说不可以。”7月13日，日本三大报纸都详细报道了毛泽东的这次谈话，强调说，中国领导人支持日本在千岛问题上的立场，毛泽东表示支持日本关於归还领土的要求，并提及中国与苏联之间的领土问题，说毛泽东在支持归还日本北方领土要求的同时，从历史的角度批评了苏联。1964年8月1日，日本报纸还发表了中国国务院总理周恩来与日本社会党人士会谈的内容。在这次会见中，周恩来声明说，支持日本关於归还领土的要求是中国的一贯政策。1964年9月2日，苏联《真理报》转载了毛泽东与日本社会党人士会谈的内容，同时配發长篇编辑部文章：《评毛泽东同一批日本社会党人的谈话》。
以下为中国的地图出版社编制出版的部分地图中，对北方四岛的描述：
- 1960年版《世界分国地图》：划为苏联领土，以苏联的名称标识，日本岛名写在括号中。
- 1972年第3版第一次印刷的《世界地图册》：划为苏联领土，但名称改为日本的岛名。
- 1972年第3版1980年第3次印刷的《世界地图册》：划为日本领土，用日本的岛名标识，在括号中写着“苏占”。

現時中华人民共和国政府承认日本的领土要求。由中国自然资源部管理的天地圖，將日本與俄羅斯的一段國界畫於得撫島與擇捉島之間的弗里斯海峽，即承認北方四岛為日本領土。中国大陆出版的地图中，南千岛群岛也被划入日本领土，并在相应岛屿名称之后的括号内加注“俄占”字样。
当下中国大陆官方媒体则普遍使用“南千岛群岛”这一名称来称呼，再加“日本称北方四岛”语句。此外在2021年10月18日外交部记者会上，赵立坚表示这是反法西斯战争胜利成果，应得到切实尊重，要求俄日妥善解决相关问题。2023年习近平访问俄罗斯时，中华人民共和国主席习近平对俄罗斯总统普京表示，中国在领土争端上“不偏袒任何一方”。

#### 美国
美国政府承认北方四岛主权属于日本。美国政府规定，在申请美国绿卡时，在齿舞群岛、色丹岛、国后岛和择捉岛上出生的申请人出生地需填写为日本。

#### 乌克兰
2022年10月7日，烏克蘭國會通過決議，認定北方四島屬日本領土。

#### 欧盟
欧洲议会于2005年7月7日通过了题为《欧盟、中国和台湾之间的关系以及远东安全》的决议，呼吁俄罗斯将南千岛群岛归还日本。

#### 大韩民国
韩国在南千岛群岛争议上保持中立。

#### 伊朗
伊朗呼吁日俄双方以外交协商的方式解决领土争议。

## 挑戰

### 雙方的利益
日俄雙方領導人於2016年5月5日在莫斯科的會面原先被外界預期將就這項長久的領土問題做出進展。然而，日本首相安倍晉三與俄羅斯總統佛拉迪米爾·普丁所注重的卻是「目前雙邊貿易與經濟合作的發展以及人權領域」。五月下旬，俄羅斯國防部長謝爾蓋·紹伊古宣布爭議諸島上的防禦系統已完成設置，俄羅斯如今已有能力驅逐任何擅入此區的外來飛機。此外，2015年6月8日，俄羅斯國防部更下令加速擇捉島與國後島上的軍事設施建造工程。這項新聞引起了日本方面強烈不滿。雖然日本反對俄羅斯的行動，但後者似乎無意改變計畫。

#### 政治與戰略議題
俄羅斯政府經常宣傳稱千島群島間有兩處港灣，分別名為「Пролив Фриза」與「Пролив Екатерины」；兩者分別位於擇捉島的北部與南部。這兩處港灣冬天時（10下旬至翌年7月）不會結凍。對俄羅斯而言，不凍港有著特殊的重要性，因為俄羅斯必須透過這些港灣進出太平洋。一處日本的線上消息來源稱俄羅斯在千島群島上的軍事設施正在加速趕工；這些設施可能是俄羅斯「北海路線」計畫的一環。該消息來源認為俄羅斯對太平洋的影響力在過去數十年中已逐漸弱化，因此須透過此計畫挽救頹勢。此外，將千島群島移交日本亦會導致俄羅斯與其他國家的領主爭議升溫。

#### 天然資源
據估計，千島群島蘊含了2,000噸的黃金、10,000噸的銀、錸，同時還有天然氣與石油。日本與俄羅斯均有意開採。對日本這樣一個資源匱乏的島國而言，如此高儲量的天然資源更是對經濟發展有的重要的影響力。

#### 情感議題
俄羅斯政府對於將千島群島「歸還」日本的說法頗有微詞。前者認為日本要求「歸還」這些島嶼，顯示其並不願意接受戰後的現狀。俄羅斯政府提出將千島群島「自願性轉讓」予日本的說法代替「歸還」。2011年3月東日本大震災發生後，俄羅斯網站「superjob.ru」進行了一項民調，其結果顯示即便在國際社會對日本的同情達到頂峰之際，仍有四分之三的俄羅斯民眾認為將爭議諸島移交日本是不可接受的。俄羅斯民眾對千島群島主權移轉一事如此反感，原因之一是他們仍視今日的日本為納粹德國的同夥。至於日本方面，許多日本民眾曾經是1945年以前居住於千島群島的住民或是前住民的後裔。戰爭結束後，約17,000名日本人被迫離開爭議島嶼。今日，他們的後代多居住於北海道，而其中仍有部分人希望能回到島上居住。一位居住於札幌市的政治分析家田中茂雄表示若日本政府放棄對千島群島的主權聲索，那無異於政治自殺。